# Билетон (Вирџинија)
Билетон (енгл. Bealeton) насељено је место без административног статуса у америчкој савезној држави Вирџинија.

## Демографија
По попису из 2010. године број становника је 4.435.
| Група             | 2000.    | 2010.         |
| Белци             | 0 (0,0%) | 3.195 (72,0%) |
| Афроамериканци    | 0 (0,0%) | 512 (11,5%)   |
| Азијати           | 0 (0,0%) | 56 (1,3%)     |
| Хиспаноамериканци | 0 (0,0%) | 541 (12,2%)   |
| Укупно            | 0        | 4.435         |